# Europees kampioenschap voetbal mannen onder 17 - 2008 (kwalificatie)
Het kwalificatietoernooi voor het Europees kampioenschap voetbal onder 17 voor mannen was een toernooi dat duurde van 13 september 2007 tot en met 31 maart 2008. Dit toernooi zou bepalen welke 7 landen zich kwalificeerden voor het Europees kampioenschap voetbal mannen onder 17 van 2008.
Het toernooi werd verdeeld over twee rondes. De tweede ronde heet de eliteronde.

## Gekwalificeerde landen
| Land        | Gekwalificeerd als          | Beste prestatie    |
| ----------- | --------------------------- | ------------------ |
| Turkije     | Gastland                    | Kampioen (2005)    |
| Ierland     | Eliteronde: Winnaar groep 1 | Debuut             |
| Zwitserland | Eliteronde: Winnaar groep 2 | Kampioen (2002)    |
| Frankrijk   | Eliteronde: Winnaar groep 3 | Kampioen (2004)    |
| Servië      | Eliteronde: Winnaar groep 4 | Kwartfinale (2002) |
| Schotland   | Eliteronde: Winnaar groep 5 | Debuut             |
| Spanje      | Eliteronde: Winnaar groep 6 | Kampioen (2007)    |
| Nederland   | Eliteronde: Winnaar groep 7 | Tweede (2005)      |

## Kwalificatieronde

### Groep 1
De wedstrijden werden gespeeld tussen 19 en 24 oktober 2007 in Zwitserland.
| Pos | Team        | Wed | W | G | V | Ptn | DV | DT | +/− | Kwalificatie                  |   | SUI | GRE | LUX | KAZ |
| --- | ----------- | --- | - | - | - | --- | -- | -- | --- | ----------------------------- | - | --- | --- | --- | --- |
| 1   | Zwitserland | 3   | 3 | 0 | 0 | 9   | 10 | 1  | +9  | Geplaatst voor de eliteronde. |   | —   | 2–1 | 4–0 | 4–0 |
| 2   | Griekenland | 3   | 1 | 1 | 1 | 4   | 5  | 4  | +1  | Geplaatst voor de eliteronde. |   | —   | —   | 1–1 | 3–1 |
| 3   | Luxemburg   | 3   | 1 | 1 | 1 | 4   | 4  | 7  | −3  |                               |   | —   | —   | —   | 3–2 |
| 4   | Kazachstan  | 3   | 0 | 0 | 3 | 0   | 3  | 10 | −7  |                               | — | —   | —   | —   |     |

### Groep 2
De wedstrijden werden gespeeld tussen 1 en 6 oktober 2007 in Polen.
| Pos | Team            | Wed | W | G | V | Ptn | DV | DT | +/− | Kwalificatie                  |   | AUT | NOR | POL | MKD |
| --- | --------------- | --- | - | - | - | --- | -- | -- | --- | ----------------------------- | - | --- | --- | --- | --- |
| 1   | Oostenrijk      | 3   | 2 | 0 | 1 | 6   | 7  | 5  | +2  | Geplaatst voor de eliteronde. |   | —   | 4–2 | 1–0 | 2–3 |
| 2   | Noorwegen       | 3   | 1 | 1 | 1 | 4   | 6  | 4  | +2  | Geplaatst voor de eliteronde. |   | —   | —   | 0–0 | 4–0 |
| 3   | Polen           | 3   | 1 | 1 | 1 | 4   | 4  | 2  | +2  |                               |   | —   | —   | —   | 4–1 |
| 4   | Noord-Macedonië | 3   | 1 | 0 | 2 | 3   | 4  | 10 | −6  |                               | — | —   | —   | —   |     |

### Groep 3
De wedstrijden werden gespeeld tussen 19 en 24 september 2007 in Schotland.
| Pos | Team          | Wed | W | G | V | Ptn | DV | DT | +/− | Kwalificatie                  |   | SVK | SCO | BLR | LIE |
| --- | ------------- | --- | - | - | - | --- | -- | -- | --- | ----------------------------- | - | --- | --- | --- | --- |
| 1   | Slowakije     | 3   | 3 | 0 | 0 | 9   | 11 | 0  | +11 | Geplaatst voor de eliteronde. |   | —   | 4–0 | 2–0 | 5–0 |
| 2   | Schotland     | 3   | 2 | 0 | 1 | 6   | 13 | 5  | +8  | Geplaatst voor de eliteronde. |   | —   | —   | 2–0 | 8–0 |
| 3   | Wit-Rusland   | 3   | 1 | 0 | 2 | 3   | 6  | 8  | −2  |                               |   | —   | —   | —   | 5–1 |
| 4   | Liechtenstein | 3   | 0 | 0 | 3 | 0   | 1  | 18 | −17 |                               | — | —   | —   | —   |     |

### Groep 4
De wedstrijden werden gespeeld tussen 1 en 6 oktober 2007 in Andorra.
| Pos | Team       | Wed | W | G | V | Ptn | DV | DT | +/− | Kwalificatie                  |   | ESP | WAL | AND | SMR |
| --- | ---------- | --- | - | - | - | --- | -- | -- | --- | ----------------------------- | - | --- | --- | --- | --- |
| 1   | Spanje     | 3   | 2 | 1 | 0 | 7   | 11 | 2  | +9  | Geplaatst voor de eliteronde. |   | —   | 2–2 | 3–0 | 6–0 |
| 2   | Wales      | 3   | 2 | 1 | 0 | 7   | 7  | 3  | +4  | Geplaatst voor de eliteronde. |   | —   | —   | 1–0 | 4–1 |
| 3   | Andorra    | 3   | 1 | 0 | 2 | 3   | 3  | 4  | −1  |                               |   | —   | —   | —   | 3–0 |
| 4   | San Marino | 3   | 0 | 0 | 3 | 0   | 1  | 13 | −12 |                               | — | —   | —   | —   |     |

### Groep 5
De wedstrijden werden gespeeld tussen 14 en 19 september 2007 in Ierland.
| Pos | Team       | Wed | W | G | V | Ptn | DV | DT | +/− | Kwalificatie                  |  | IRL | DEN | SLO | UKR |
| --- | ---------- | --- | - | - | - | --- | -- | -- | --- | ----------------------------- |  | --- | --- | --- | --- |
| 1   | Ierland    | 3   | 3 | 0 | 0 | 9   | 6  | 1  | +5  | Geplaatst voor de eliteronde. |  | —   | 2–0 | 1–0 | 3–1 |
| 2   | Denemarken | 3   | 1 | 1 | 1 | 4   | 3  | 3  | 0   | Geplaatst voor de eliteronde. |  | —   | —   | 1–1 | 2–0 |
| 3   | Slovenië   | 3   | 0 | 2 | 1 | 2   | 2  | 3  | −1  | Geplaatst voor de eliteronde. |  | —   | —   | —   | 1–1 |
| 4   | Oekraïne   | 3   | 0 | 1 | 2 | 1   | 2  | 6  | −4  |                               |  | —   | —   | —   | —   |

### Groep 6
De wedstrijden werden gespeeld tussen 25 en 39 oktober 2007 in Duitsland.
| Pos | Team      | Wed | W | G | V | Ptn | DV | DT | +/− | Kwalificatie                  |  | GER | ROU | SWE | FAR |
| --- | --------- | --- | - | - | - | --- | -- | -- | --- | ----------------------------- |  | --- | --- | --- | --- |
| 1   | Duitsland | 3   | 1 | 2 | 0 | 5   | 10 | 2  | +8  | Geplaatst voor de eliteronde. |  | —   | 1–1 | 1–1 | 8–0 |
| 2   | Roemenië  | 3   | 1 | 2 | 0 | 5   | 2  | 1  | +1  | Geplaatst voor de eliteronde. |  | —   | —   | 1–0 | 0–0 |
| 3   | Zweden    | 3   | 1 | 1 | 1 | 4   | 6  | 4  | +2  | Geplaatst voor de eliteronde. |  | —   | —   | —   | 5–2 |
| 4   | Faeröer   | 3   | 0 | 1 | 2 | 1   | 2  | 13 | −11 |                               |  | —   | —   | —   | —   |

### Groep 7
De wedstrijden werden gespeeld tussen 27 september en 2 oktober 2007 in Servië.
| Pos | Team     | Wed | W | G | V | Ptn | DV | DT | +/− | Kwalificatie                  |   | ISR | SRB | ISL | LTU |
| --- | -------- | --- | - | - | - | --- | -- | -- | --- | ----------------------------- | - | --- | --- | --- | --- |
| 1   | Israël   | 3   | 2 | 1 | 0 | 7   | 5  | 1  | +4  | Geplaatst voor de eliteronde. |   | —   | 2–1 | 3–0 | 0–0 |
| 2   | Servië   | 3   | 2 | 0 | 1 | 6   | 4  | 2  | +2  | Geplaatst voor de eliteronde. |   | —   | —   | 1–0 | 2–0 |
| 3   | IJsland  | 3   | 1 | 0 | 2 | 3   | 1  | 4  | −3  |                               |   | —   | —   | —   | 1–0 |
| 4   | Litouwen | 3   | 0 | 1 | 2 | 1   | 0  | 3  | −3  |                               | — | —   | —   | —   |     |

### Groep 8
De wedstrijden werden gespeeld tussen 24 en 29 september 2007.
| Pos | Team      | Wed | W | G | V | Ptn | DV | DT | +/− | Kwalificatie                  |   | CRO | HUN | GEO | BUL |
| --- | --------- | --- | - | - | - | --- | -- | -- | --- | ----------------------------- | - | --- | --- | --- | --- |
| 1   | Kroatië   | 3   | 2 | 1 | 0 | 7   | 6  | 0  | +6  | Geplaatst voor de eliteronde. |   | —   | 0–0 | 4–0 | 2–0 |
| 2   | Hongarije | 3   | 2 | 1 | 0 | 7   | 4  | 0  | +4  | Geplaatst voor de eliteronde. |   | —   | —   | 1–0 | 3–0 |
| 3   | Georgië   | 3   | 1 | 0 | 2 | 3   | 5  | 7  | −2  |                               |   | —   | —   | —   | 5–2 |
| 4   | Bulgarije | 3   | 0 | 0 | 3 | 0   | 2  | 10 | −8  |                               | — | —   | —   | —   |     |

### Groep 9
De wedstrijden werden gespeeld tussen 1 en 6 oktober 2007.
| Pos | Team                  | Wed | W | G | V | Ptn | DV | DT | +/− | Kwalificatie                  |   | BIH | RUS | FIN | AZE |
| --- | --------------------- | --- | - | - | - | --- | -- | -- | --- | ----------------------------- | - | --- | --- | --- | --- |
| 1   | Bosnië en Herzegovina | 3   | 2 | 0 | 1 | 6   | 2  | 2  | 0   | Geplaatst voor de eliteronde. |   | —   | 0–2 | 1–0 | 1–0 |
| 2   | Rusland               | 3   | 1 | 2 | 0 | 5   | 4  | 2  | +2  | Geplaatst voor de eliteronde. |   | —   | —   | 1–1 | 2–0 |
| 3   | Finland               | 3   | 0 | 2 | 1 | 2   | 3  | 4  | −1  |                               |   | —   | —   | —   | 2–2 |
| 4   | Azerbeidzjan          | 3   | 0 | 2 | 1 | 2   | 3  | 4  | −1  |                               | — | —   | —   | —   |     |

### Groep 10
De wedstrijden werden gespeeld tussen 23 en 28 oktober 2007.
| Pos | Team      | Wed | W | G | V | Ptn | DV | DT | +/− | Kwalificatie                  |   | NED | FRA | LAT | ALB |
| --- | --------- | --- | - | - | - | --- | -- | -- | --- | ----------------------------- | - | --- | --- | --- | --- |
| 1   | Nederland | 3   | 3 | 0 | 0 | 9   | 7  | 1  | +6  | Geplaatst voor de eliteronde. |   | —   | 1–0 | 3–1 | 3–0 |
| 2   | Frankrijk | 3   | 2 | 0 | 1 | 6   | 7  | 1  | +6  | Geplaatst voor de eliteronde. |   | —   | —   | 1–0 | 6–0 |
| 3   | Letland   | 3   | 0 | 1 | 2 | 1   | 2  | 5  | −3  |                               |   | —   | —   | —   | 1–1 |
| 4   | Albanië   | 3   | 0 | 1 | 2 | 1   | 1  | 10 | −9  |                               | — | —   | —   | —   |     |

### Groep 11
De wedstrijden werden gespeeld tussen 21 en 26 oktober 2007 in Estland.
| Pos | Team     | Wed | W | G | V | Ptn | DV | DT | +/− | Kwalificatie                  |   | ENG | POR | EST | MLT |
| --- | -------- | --- | - | - | - | --- | -- | -- | --- | ----------------------------- | - | --- | --- | --- | --- |
| 1   | Engeland | 3   | 2 | 1 | 0 | 7   | 12 | 0  | +12 | Geplaatst voor de eliteronde. |   | —   | 0–0 | 6–0 | 6–0 |
| 2   | Portugal | 3   | 2 | 1 | 0 | 7   | 8  | 0  | +8  | Geplaatst voor de eliteronde. |   | —   | —   | 2–0 | 6–0 |
| 3   | Estland  | 3   | 0 | 1 | 2 | 1   | 0  | 8  | −8  |                               |   | —   | —   | —   | 0–0 |
| 4   | Malta    | 3   | 0 | 1 | 2 | 1   | 0  | 12 | −12 |                               | — | —   | —   | —   |     |

### Groep 12
De wedstrijden werden gespeeld tussen 22 en 27 oktober 2007.
| Pos | Team          | Wed | W | G | V | Ptn | DV | DT | +/− | Kwalificatie                  |   | NIR | BEL | MDA | MNE |
| --- | ------------- | --- | - | - | - | --- | -- | -- | --- | ----------------------------- | - | --- | --- | --- | --- |
| 1   | Noord-Ierland | 3   | 3 | 0 | 0 | 9   | 5  | 0  | +5  | Geplaatst voor de eliteronde. |   | —   | 1–0 | 3–0 | 1–0 |
| 2   | België        | 3   | 2 | 0 | 1 | 6   | 5  | 1  | +4  | Geplaatst voor de eliteronde. |   | —   | —   | 3–0 | 2–0 |
| 3   | Moldavië      | 3   | 1 | 0 | 2 | 3   | 3  | 7  | −4  |                               |   | —   | —   | —   | 3–1 |
| 4   | Montenegro    | 3   | 0 | 0 | 3 | 0   | 1  | 6  | −5  |                               | — | —   | —   | —   |     |

### Groep 13
De wedstrijden werden gespeeld tussen 2 en 7 oktober 2007 in Tsjechië.
| Pos | Team     | Wed | W | G | V | Ptn | DV | DT | +/− | Kwalificatie                  |   | ITA | CZE | CYP | ARM |
| --- | -------- | --- | - | - | - | --- | -- | -- | --- | ----------------------------- | - | --- | --- | --- | --- |
| 1   | Italië   | 3   | 3 | 0 | 0 | 9   | 11 | 3  | +8  | Geplaatst voor de eliteronde. |   | —   | 2–1 | 7–1 | 2–1 |
| 2   | Tsjechië | 3   | 2 | 0 | 1 | 6   | 14 | 3  | +11 | Geplaatst voor de eliteronde. |   | —   | —   | 8–0 | 5–1 |
| 3   | Cyprus   | 3   | 1 | 0 | 2 | 3   | 4  | 15 | −11 |                               |   | —   | —   | —   | 3–0 |
| 4   | Armenië  | 3   | 0 | 0 | 3 | 0   | 2  | 10 | −8  |                               | — | —   | —   | —   |     |

### Ranking nummers 3
| Team         | Grp | W | D | L | GF | GA | GD  | Pts |
| ------------ | --- | - | - | - | -- | -- | --- | --- |
| Slovenië     | 5   | 0 | 1 | 1 | 1  | 2  | −1  | 1   |
| Zweden       | 6   | 0 | 1 | 1 | 1  | 2  | −1  | 1   |
| Azerbeidzjan | 9   | 0 | 1 | 1 | 1  | 2  | −1  | 1   |
| Polen        | 2   | 0 | 1 | 1 | 0  | 1  | −1  | 1   |
| Luxemburg    | 1   | 0 | 1 | 1 | 1  | 5  | −4  | 1   |
| Letland      | 10  | 0 | 0 | 2 | 1  | 4  | −3  | 0   |
| Andorra      | 4   | 0 | 0 | 2 | 0  | 4  | −4  | 0   |
| IJsland      | 7   | 0 | 0 | 2 | 0  | 4  | −4  | 0   |
| Georgië      | 8   | 0 | 0 | 2 | 0  | 5  | −5  | 0   |
| Wit-Rusland  | 3   | 0 | 0 | 2 | 1  | 7  | −6  | 0   |
| Moldavië     | 12  | 0 | 0 | 2 | 0  | 6  | −6  | 0   |
| Estland      | 11  | 0 | 0 | 2 | 0  | 8  | −8  | 0   |
| Cyprus       | 13  | 0 | 0 | 2 | 1  | 15 | −14 | 0   |

## Eliteronde

### Groep 1
De wedstrijden werden gespeeld tussen 13 en 18 maart 2008 in Ierland.
| Pos | Team        | Wed | W | G | V | Ptn | DV | DT | +/− | Kwalificatie                      |   | IRL | POR | GER | GRE |
| --- | ----------- | --- | - | - | - | --- | -- | -- | --- | --------------------------------- | - | --- | --- | --- | --- |
| 1   | Ierland     | 3   | 1 | 1 | 1 | 4   | 4  | 3  | +1  | Geplaatst voor het hoofdtoernooi. |   | —   | 2–0 | 1–1 | 1–2 |
| 2   | Portugal    | 3   | 1 | 1 | 1 | 4   | 3  | 3  | 0   |                                   |   | —   | —   | 2–0 | 1–1 |
| 3   | Duitsland   | 3   | 1 | 1 | 1 | 4   | 3  | 3  | 0   |                                   | — | —   | —   | 2–0 |     |
| 4   | Griekenland | 3   | 1 | 1 | 1 | 4   | 3  | 4  | −1  |                                   | — | —   | —   | —   |     |

### Groep 2
De wedstrijden werden gespeeld tussen 19 en 24 maart 2008 in Kroatië.
| Pos | Team        | Wed | W | G | V | Ptn | DV | DT | +/− | Kwalificatie                      |   | SUI | CRO | BEL | DEN |
| --- | ----------- | --- | - | - | - | --- | -- | -- | --- | --------------------------------- | - | --- | --- | --- | --- |
| 1   | Zwitserland | 3   | 2 | 1 | 0 | 7   | 3  | 1  | +2  | Geplaatst voor het hoofdtoernooi. |   | —   | 1–0 | 1–1 | 1–0 |
| 2   | Kroatië     | 3   | 2 | 0 | 1 | 6   | 7  | 1  | +6  |                                   |   | —   | —   | 4–0 | 3–0 |
| 3   | België      | 3   | 1 | 1 | 1 | 4   | 6  | 7  | −1  |                                   | — | —   | —   | 5–2 |     |
| 4   | Denemarken  | 3   | 0 | 0 | 3 | 0   | 2  | 9  | −7  |                                   | — | —   | —   | —   |     |

### Groep 3
De wedstrijden werden gespeeld tussen 25 en 30 maart 2008 in Israël.
| Pos | Team      | Wed | W | G | V | Ptn | DV | DT | +/− | Kwalificatie                      |   | FRA | ISR | RUS | ENG |
| --- | --------- | --- | - | - | - | --- | -- | -- | --- | --------------------------------- | - | --- | --- | --- | --- |
| 1   | Frankrijk | 3   | 2 | 1 | 0 | 7   | 7  | 4  | +3  | Geplaatst voor het hoofdtoernooi. |   | —   | 3–2 | 3–1 | 1–1 |
| 2   | Israël    | 3   | 1 | 1 | 1 | 4   | 7  | 6  | +1  |                                   |   | —   | —   | 3–1 | 2–2 |
| 3   | Rusland   | 3   | 1 | 0 | 2 | 3   | 5  | 8  | −3  |                                   | — | —   | —   | 3–2 |     |
| 4   | Engeland  | 3   | 0 | 2 | 1 | 2   | 5  | 6  | −1  |                                   | — | —   | —   | —   |     |

### Groep 4
De wedstrijden werden gespeeld tussen 26 en 31 maart 2008 in Servië.
| Pos | Team      | Wed | W | G | V | Ptn | DV | DT | +/− | Kwalificatie                      |   | SRB | SWE | SVK | CZE |
| --- | --------- | --- | - | - | - | --- | -- | -- | --- | --------------------------------- | - | --- | --- | --- | --- |
| 1   | Servië    | 3   | 2 | 1 | 0 | 7   | 6  | 3  | +3  | Geplaatst voor het hoofdtoernooi. |   | —   | 1–1 | 3–1 | 2–1 |
| 2   | Zweden    | 3   | 1 | 1 | 1 | 4   | 3  | 8  | −5  |                                   |   | —   | —   | 2–1 | 0–6 |
| 3   | Slowakije | 3   | 1 | 0 | 2 | 3   | 4  | 6  | −2  |                                   | — | —   | —   | 2–1 |     |
| 4   | Tsjechië  | 3   | 1 | 0 | 2 | 3   | 8  | 4  | +4  |                                   | — | —   | —   | —   |     |

### Groep 5
De wedstrijden werden gespeeld tussen 17 en 22 maart 2008 in Noord-Ierland.
| Pos | Team          | Wed | W | G | V | Ptn | DV | DT | +/− | Kwalificatie                      |   | SCO | WAL | SLO | NIR |
| --- | ------------- | --- | - | - | - | --- | -- | -- | --- | --------------------------------- | - | --- | --- | --- | --- |
| 1   | Schotland     | 3   | 3 | 0 | 0 | 9   | 5  | 1  | +4  | Geplaatst voor het hoofdtoernooi. |   | —   | 1–0 | 1–0 | 3–1 |
| 2   | Wales         | 3   | 1 | 1 | 1 | 4   | 4  | 3  | +1  |                                   |   | —   | —   | 1–1 | 3–1 |
| 3   | Slovenië      | 3   | 1 | 1 | 1 | 4   | 3  | 2  | +1  |                                   | — | —   | —   | 2–0 |     |
| 4   | Noord-Ierland | 3   | 0 | 0 | 3 | 0   | 2  | 8  | −6  |                                   | — | —   | —   | —   |     |

### Groep 6
De wedstrijden werden gespeeld tussen 26 en 31 maart 2008 in Roemenië.
| Pos | Team       | Wed | W | G | V | Ptn | DV | DT | +/− | Kwalificatie                      |   | ESP | ROU | ITA | AUT |
| --- | ---------- | --- | - | - | - | --- | -- | -- | --- | --------------------------------- | - | --- | --- | --- | --- |
| 1   | Spanje     | 3   | 2 | 1 | 0 | 7   | 4  | 2  | +2  | Geplaatst voor het hoofdtoernooi. |   | —   | 2–2 | 1–0 | 1–0 |
| 2   | Roemenië   | 3   | 1 | 2 | 0 | 5   | 4  | 3  | +1  |                                   |   | —   | —   | 1–1 | 1–0 |
| 3   | Italië     | 3   | 0 | 2 | 1 | 2   | 2  | 3  | −1  |                                   | — | —   | —   | 1–1 |     |
| 4   | Oostenrijk | 3   | 0 | 1 | 2 | 1   | 1  | 3  | −2  |                                   | — | —   | —   | —   |     |

### Groep 7
De wedstrijden werden gespeeld tussen 13 en 18 maart 2008 in Nederland.
| Pos | Team                  | Wed | W | G | V | Ptn | DV | DT | +/− | Kwalificatie                      |   | NED | NOR | BIH | HUN |
| --- | --------------------- | --- | - | - | - | --- | -- | -- | --- | --------------------------------- | - | --- | --- | --- | --- |
| 1   | Nederland             | 3   | 2 | 0 | 1 | 6   | 4  | 1  | +3  | Geplaatst voor het hoofdtoernooi. |   | —   | 2–0 | 0–1 | 2–0 |
| 2   | Noorwegen             | 3   | 1 | 1 | 1 | 4   | 3  | 3  | 0   |                                   |   | —   | —   | 2–0 | 1–1 |
| 3   | Bosnië en Herzegovina | 3   | 1 | 1 | 1 | 4   | 3  | 4  | −1  |                                   | — | —   | —   | 2–2 |     |
| 4   | Hongarije             | 3   | 0 | 2 | 1 | 2   | 3  | 5  | −2  |                                   | — | —   | —   | —   |     |

Jeugd-EK's: onder 21 · onder 19       Jeugd-WK's: onder 20 · onder 17